# Єрмольєва Вікторія Олександрівна
Вікторія Олександрівна Єрмольєва (2 листопада 1978, Київ) — піаністка, лауреат міжнародних премій, відома своїми виконаннями рок-пісень. Відома під псевдонімом vkgoeswild.

## Біографія
У 1996 році закінчила з відзнакою Київську середню спеціалізовану музичну школу імені М. Лисенка. У 2000 році закінчила Національну музичну академію України імені П.Чайковського. У період 2001 — 2003 роки навчалась у Міжнародній Фортепіанній Академії Франко Скала «Incontri col Maestro» (Італія).
Брала участь у багатьох майстеркласах таких видатних піаністів як Володимир Крайнєв, Лазар Берман, Віктор Мержанов, Норма Фішер, Діан Андерсен, Карл-Хейнс Каммерлінг. Має величезний досвід виступів перед публікою як піаніст соло та з симфонічними та камерними оркестрами, в складі камерних ансамблів і як акомпаніатор. Серед її концертів є участь в музичних фестивалях у Києві, Харкові (Україна), в Соренто, Сполето, Новарі, В'єтрі-суль-Маре (Італія), в Амстердамі (Grachtenfestival 2005, Нідерланди) та в Лейпцигу (EuroArts 2006, Німеччина). Географія сольних концертів Вікторії досить обширна. Її виступи проходили в залах Національної філармонії України, багатьох містах України, в Цвікау - в Музеї Шумана, в Веймарі, Єні і інших містах Німеччини, в De Doelen в Роттердамі, в Мілані, Неаполі, Флоренції та багатьох інших містах Італії, Іспанії та Франції. 